# Bizonyítás (film)
A Bizonyítás (eredeti cím: Proof) 2005-ben bemutatott amerikai filmdráma John Madden rendezésében. A főbb szerepekben Gwyneth Paltrow, Anthony Hopkins, Jake Gyllenhaal és Hope Davis látható.
Az Amerikai Egyesült Államokban 2005. szeptember 16-án mutatták be, DVD-n 2006. február 14-én jelent meg. Bár anyagilag nem bizonyult sikeresnek, a kritikusok jól fogadták a filmet, kiemelve Paltrow és Hopkins színészi játékát. Paltrowt alakításáért Golden Globe-díjra jelölték, mint legjobb női főszereplő.

## Cselekmény
|  | Alább a cselekmény részletei következnek! |

Catherine fiatal egyetemista, évek óta ápolja édesapját, Robertet, aki ragyogó matematikus, de elméje az utolsó éveiben elborult. A lány 27. születésnapján édesapja meghal, amit Catherine rendkívül nehezen fogad el. Egyedül marad óriási házukban a fájdalmával, apja 103 jegyzetfüzetével.
Hamarosan megérkezik Claire, Catherine nővére, akivel rég elhidegültek egymástól, és aki kezébe szeretné venni húga életének irányítását. A nővére eladja a házat és magához akarja venni labilisan viselkedő húgát. Feltűnik még Hal, Catherine apjának egykori tanítványa, aki meg van győződve Robert zsenialitása felől és feltett terve, hogy végignézze a hátramaradt jegyzetfüzeteket. Catherine eleinte gyanakodva fordul a fiú felé, nem akar betekintést engedni apja szellemi hagyatékába, végül úgy dönt, bizalmába fogadja a fiút. Ahogy azonban egyre jobban megismeri Halt, a fiatal nőnek a lehető legnyugtalanítóbb problémával kell megküzdenie: vajon ő maga mennyit örökölt apja őrültségéből vagy éppen zsenialitásából?
Hal egy este rábukkan egy füzetre, amely egy még nem bizonyított matematikai problémát tár fel és old meg. Felkapja a füzetet és nyilvánosságra akarja hozatni a benne foglaltakat, mint Robert utolsó zseniális bizonyítását. Catherine azonban felfedi, hogy az nem apja munkája, hanem az övé. Hal nem hisz a lánynak, hiszen Catherine csak pár hónapot járt matematikai képzésre az egyetemen. Tisztelete Robert felé annyira erős, hogy meg van győződve arról, az kizárólag az elhunyt professzor munkája lehet. Catherine hevesen védi saját felfedezését és bizonyítani próbálja a maga igazát azzal szemben, hogy apjának már évek óta nem volt tiszta pillanata, így nem lehetett az ő munkája.
Közben lassan összepakolnak a házból. Catherine további élete egyre bizonytalanabbá válik. Hal a füzetet megmutatja több nagy tekintélyű matematikusnak és időközben kiderül, hogy ez a bizonyítás valóban Catherine munkája, mert nagyon „trendi” bizonyítási módszereket használ, amelyekről Robertnek nem lehetett tudomása.

## Szereplők
| Szerep    | Színész         | Magyar hang     |
| --------- | --------------- | --------------- |
| Catherine | Gwyneth Paltrow | Gubás Gabi      |
| Robert    | Anthony Hopkins | Reviczky Gábor  |
| Hal       | Jake Gyllenhaal | Dányi Krisztián |
| Claire    | Hope Davis      | Spilák Klára    |